# 虎斑拟套扇贝
，是莺蛤目海扇蛤科拟套扇贝属的一种。主要分布于印度尼西亚、中国大陆、台湾，常栖息在潮间带至潮下带水深30米、沙粗砂底质，以足丝附着于岩石、珊瑚礁或贝壳上。